# NGC 1067
NGC 1067 је спирална галаксија у сазвежђу Троугао која се налази на NGC листи објеката дубоког неба.
Деклинација објекта је + 32° 30' 42" а ректасцензија 2h 43m 50,6s. Привидна величина (магнитуда) објекта NGC 1067 износи 13,8 а фотографска магнитуда 14,5. NGC 1067 је још познат и под ознакама UGC 2204, MCG 5-7-43, CGCG 505-45, PGC 10339.